# Marija Francuska, vojvotkinja Bara
Marija Francuska (Marie; 18. rujna 1344. — 15. listopada 1404.) bila je francuska kraljevna, šesto dijete Ivana II. Francuskog i Bone Češke.
Marija je poznata po knjižnici koja je sadržavala djela različite tematike – princeza je čitala o romansi, ali i povijesti te teologiji.

## Djeca
Suprug kraljevne Marije bio je Robert I., vojvoda Bara. Par je imao jedanaestero djece, a ovo je popis:
- Karlo de Bar
- Henrik de Bar – umro od kuge
- Filip de Bar
- Eduard III., vojvoda Bara
- Ivan de Bar
- Luj, vojvoda Bara
- Marija de Bar
- Jolanda de Bar – aragonska kraljica supruga
- Bona de Bar
- Ivana de Bar
- Jolanda Mlađa de Bar